# Achille Variati
Achille Variati (ur. 19 stycznia 1953 w Vicenzy) – włoski polityk i samorządowiec, burmistrz Vicenzy (1990–1995, 2008–2018), poseł do Parlamentu Europejskiego IX kadencji.

## Życiorys
W 1978 ukończył studia matematyczne na Uniwersytecie Padewskim. Pracował jako nauczyciel, a od końca lat 70. w sektorze bankowym.
Działał w Chrześcijańskiej Demokracji, a po jej rozwiązaniu we Włoskiej Partii Ludowej, z którą współtworzył partię Margherita. W 2007 wraz ze swym ugrupowaniem wstąpił do Partii Demokratycznej. W 1985 po raz pierwszy został radnym Vicenzy. W latach 1990–1995 sprawował urząd burmistrza tej miejscowości. W latach 1995–2008 zasiadał w radzie regionu Wenecja Euganejska. Od 2008 do 2018 przez dwie kadencje ponownie zajmował stanowisko burmistrza Vicenzy. W latach 2014–2018 był prezydentem prowincji Vicenza. Od 2015 do 2018 przewodniczył związkowi włoskich prowincji UPI.
W 2019 bez powodzenia kandydował do Europarlamentu. We wrześniu tegoż roku został podsekretarzem stanu w ministerstwie spraw wewnętrznych, funkcję tę pełnił do lutego 2021. W listopadzie 2022 objął mandat posła do PE IX kadencji, dołączył do frakcji Postępowego Sojuszu Socjalistów i Demokratów.